# Matanikau-Offensive
Tulagi und Gavutu-Tanambogo – Savo Island – Tenaru – Ost-Salomonen – Bloody Ridge – Operationen am Fluss Matanikau – Cape Esperance – Henderson Field – Santa-Cruz-Inseln – Matanikau-Offensive – Koli Point – Carlsons Patrouille – Guadalcanal – Tassafaronga – Mount Austen – Rennell Island – Operation Ke – Operation Cleanslate
Die Matanikau-Offensive, manchmal auch als Vierte Schlacht am Matanikau bezeichnet, waren Kampfhandlungen zwischen den Streitkräften der Vereinigten Staaten und denen des Japanischen Kaiserreichs während des Pazifikkriegs im Zweiten Weltkrieg auf der Salomonen-Insel Guadalcanal.
Die Kämpfe ereigneten sich während der Schlacht um Guadalcanal rund um den Fluss Matanikau und das Gebiet Point Cruz.

## Vorgeschichte
Japanische Streitkräfte hatten im Gebiet am Matanikau schon im September und Oktober 1942 gegen US-Streitkräfte gekämpft, die das Flugfeld Henderson Field am Lunga Point auf Guadalcanal bewachten. Sie erzielten dabei zunächst Erfolge, mussten sich aber dann im Oktober zurückziehen.

## Vor der Offensive
Durch schlechtes Wetter und Erschöpfung der Mannschaften gab es Anfang November eine Unterbrechung der alliierten Luftangriffe. Am Boden ging es allerdings mittels von Admiral Halsey versprochener Verstärkung weiter. General Alexander A. Vandegrift und seinem taktischen Kommandeur, Generalmajor Merritt A. Edson, boten die jetzt zur Verfügung stehenden neuen Mittel einen Spielraum für die Zukunft, und so versuchte Vandegrift den Defensivsieg vom Oktober auszunutzen. Erneut richtete sich die Aufmerksamkeit auf den Westen, diesmal mit einem doppelten Ziel: die Japaner ein für alle Mal aus der Artilleriereichweite von Henderson Field und seinen Vororten zurückzudrängen und zu versuchen, den Rückzug der japanischen Streitkräfte entlang des oberen Lunga Flusses abzuschneiden.
Am 30. Oktober erging der entsprechende Operationsbefehl. Er sah einen Angriff zur Einnahme des Dorfes Kokumbona vor und einen Vorstoß, um die Japaner über den Fluss Poha zurückzuwerfen. Die 5. Marineinfanterie sollte den Angriff anführen und an der Binnenflanke von der jetzt neu aufgestellten Gruppe unter dem Kommando von William J. Whaling unterstützt werden. Die 2. Marineinfanterie (abzüglich des 3, Bataillons) würden in Reserve stehen. Die starke Feuerunterstützung bestand aus den erfahrenen 11. Marineinfanterie, der Armeeartillerie, der Cactus Air Force und dem Geschützfeuer der US Navy. Die Artillerie der 11. Marineinfanterie sollte bei Bedarf nach vorne verlegt werden, um den Angriff bis zum Fluss Poha zu unterstützen.
Generalmajor Tadashi Sumiyoshi, Kommandeur der Artillerieabteilung der 17. Armee, standen zur Abwehr des Angriffs der US-Marines nur zwei abgekämpfte Regimenter zur Verfügung. Oberst Nomasu Nakagumas 4. Infanterie deckte den Sektor am Westufer des Matanikau vom Ufer bis zur Holzbrücke, über die hinaus Oberst Akinosuke Okas gemischte Einheit die Linie bis zum Mount Austen ausdehnte.
Am 28. Oktober übernahm Oka die Kontrolle über Nakagumas 3. Bataillon der 4. Infanterie. Da Nakaguma nur zwei Bataillone zur Verfügung hatte, entschied er sich, die gesamte Regimentsfront mit Major Masao Tamuras 2. Bataillon abzudecken. Tamura verteilte sein Bataillon entlang des Matanikau mit der 7. Kompanie in der Nähe von Point Cruz entlang des Strandes und der 5. Kompanie auf den Höhen des Westufers, verstärkt durch die Reste der Regimentsgeschützkompanie mit einem 75-mm-Geschütz. Am 29. Oktober veranlassten Bewegungen der Amerikaner Sumiyoshi dazu, die Verstärkung der Brücke anzuordnen. Dementsprechend schickte Nakaguma eine Kompanie auf die Anhöhe nordwestlich der Brücke. Der Rest blieb in Reserve.
Unterdessen wurden die Japaner im Zuge ihrer laufenden Operation Ka weiter verstärkt. Zwischen dem 28. Oktober und dem 8. November durch das 228. Regiment der 38. Division und am 2. und 3. November durch einen Teil des 230. Regiments derselben Division. Beide Entsatzlieferungen fanden mit dem Tokyo Express statt.

## Start der Offensive
Am 1. November um 6:30 Uhr überquerte die 5. Marineinfanterie, unterstützt von der neu eingetroffenen 2. Marineinfanterie, Brücken über den Matanikau, die Pioniere in der Nacht zuvor über den Fluss errichtet hatten. Sie wurden dabei von neun Artilleriebatterien unterstützt. Während Flugzeuge, darunter neunzehn B-17, Bomben auf japanisches Territorium abwarfen, setzten sich die beiden Bataillone in Bewegung. Im Landesinneren führte Whaling seine Scout-Scharfschützen und das 3. Bataillon der 7. Marineinfanterie in einer Abschirmungsbewegung an, um die Hauptangriffsflanke zu schützen. Im Küstenbereich, wo das 1. Bataillon und das 5. Bataillon in Richtung Point Cruz vordrangen, war der Widerstand sehr heftig, aber im Landesinneren stießen das 2. Bataillon und Whalings Gruppe nur auf leichten Widerstand. Während die Marines sich bei Einbruch der Dunkelheit eingruben, wurde klar, dass sich die einzige größere japanische Streitmacht in der Gegend um Point Cruz befand.

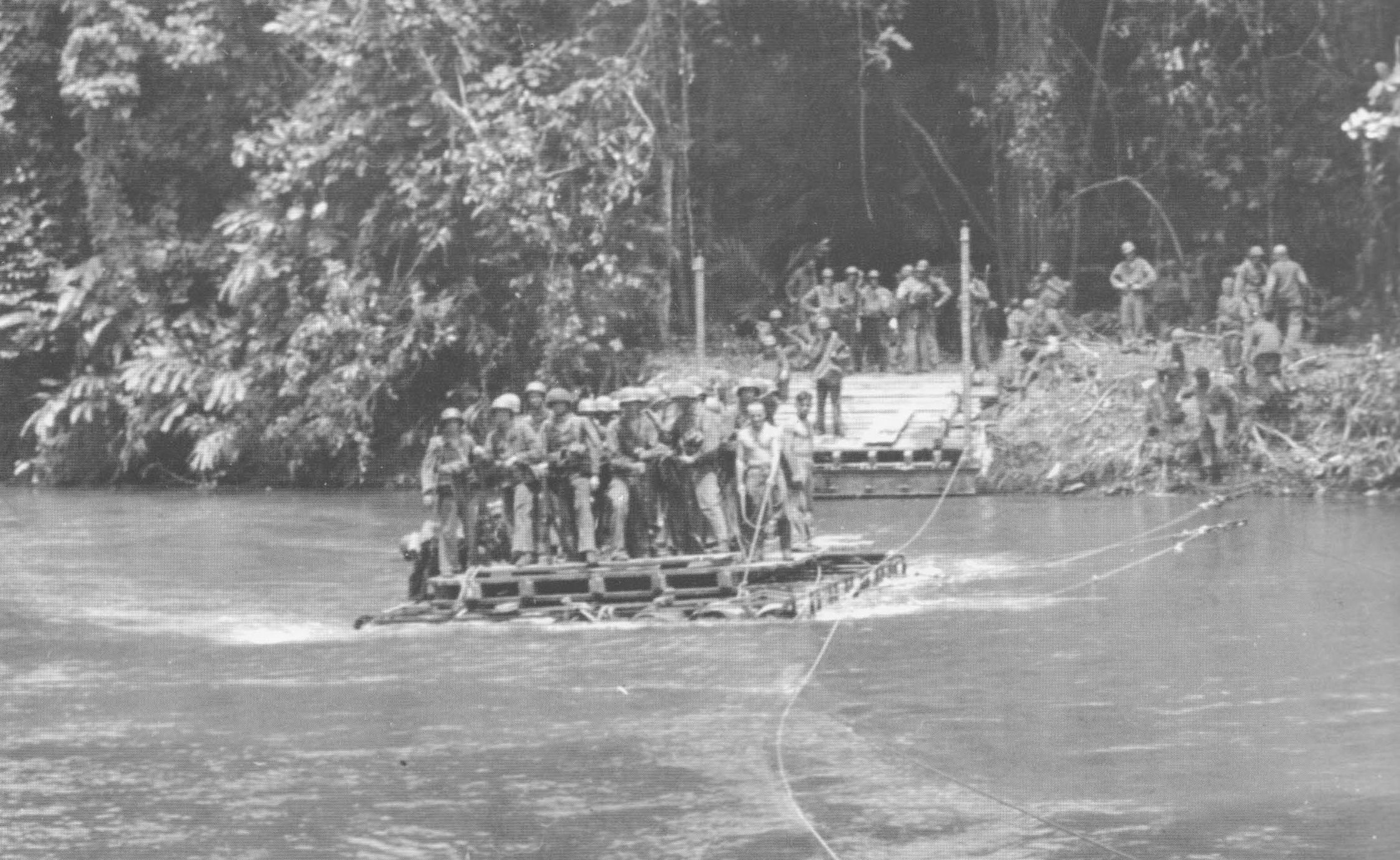
US-Marines überqueren auf einer Floßfähre den Matanikau auf Guadalcanal, November 1942

Die Nacht nutzten die Japaner für einen großen Konvoi des Tokyo Express. Durch die Streichung einer geplanten Landung am 31. Oktober waren insgesamt sechzehn Zerstörer und ein Leichter Kreuzer frei geworden, um Nachschub und Soldaten nach Guadalcanal zu transportieren. Die beiden Kreuzer Kinugasa und Sendai sowie zwei weitere Zerstörer gewährten Deckung. 300 Soldaten der Einheit „Otsu“ mit zwei Gebirgsgeschützen, Proviant und Munition zur Unterstützung des Shoji-Detachements wurden nach Koli Point gebracht. In der Zwischenzeit transportierte der aus elf Zerstörern und dem leichten Kreuzer Tenryū bestehende „Ko“-Trupp Lebensmittel, Treibstoff und Munition sowie 240 Soldaten nach Tassafaronga.
Der Funknachrichtendienst der Amerikaner konnte erste Signale dieser Operation abfangen, aus denen der Plan zur Anlandung von japanischer Verstärkung bei Koli Point in der Nacht des 2. November mittels fünf Zerstörer hervorging. Das Marinekommando auf Guadalcanal erhielt diese Nachricht kurz nach Mittag des 1. November, konnte sie aber nicht ohne weiteres verwerten.
Der Angriff der Amerikaner wurde am 2. November fortgesetzt. Das 3. Bataillon der Reserve griff dabei in den Kampf ein und alle drei Einheiten der 5. Marineinfanterie umzingelten die japanischen Verteidigungseinheiten. Die japanischen Verteidigungsanlagen befanden sich zwischen einem Küstenweg und dem Strand westlich von Point Cruz und umfassten Korallen-, Erd- und Blockbunker sowie Höhlen und Schützenlöcher. Den ganzen 2. November über beschoss die US-Artillerie diese Stellungen. Der Nordteil der japanischen Verteidigungsanlagen wurde später am Tag durch einen Frontalangriff einer Kompanie der 5. Marineinfanterie überrannt. Dabei wurden sie durch Geschützfeuer der Zerstörer Conyngham und Shaw mit 127-mm-Granaten unterstützt. Gleichzeitig wurden zwei Bataillone der 2. Marineinfanterie in die Offensive geschickt und rückten über das Gebiet von Point Cruz hinaus vor.
Am 3. November um 6:30 Uhr versuchten einige Japaner, aus der Umzingelung auszubrechen, wurden aber von den Marines zurückgeschlagen. Zwischen 8:00 und 12:00 Uhr war die japanische Stellung von fünf Kompanien der 2. und 5. Marines westlich des Stützpunkts bei Point Cruz vernichtet und weit über 300 Japaner waren getötet worden.
Andernorts waren die angreifenden Marines auf wenig Widerstand gestoßen und rückten langsam durch schwieriges Gelände bis zu einem Punkt vor, der etwa 900 Meter hinter der Aktion der 5. Marineinfanterie lag. Dort wurde ihr Vormarsch genau dann gestoppt, als die Ziele der Offensive in greifbare Nähe gerückt schienen. Erneut zwang die Nachricht, dass ein massiver Verstärkungsversuch der Japaner bevorstand, General Vandegrift dazu, den Großteil seiner Soldaten zurückzuziehen, um den äußerst wichtigen Flugplatzperimeter zu verteidigen. Diesmal ließ er jedoch ein Regiment zurück, um den gewonnenen Boden zu sichern.
Die Japaner befürchteten, dass sie nicht in der Lage sein würden, die Amerikaner an der Einnahme von Kokumbona zu hindern, dessen Verlust die Rückzugslinie der 2. Division abschneiden und die Unterstützungs- und Hauptquartiereinheiten der japanischen Streitkräfte auf Guadalcanal ernsthaft gefährden würde. Doch den Japanern wurde nun eine, wenn auch nur vorübergehende, Galgenfrist gewährt. Am frühen Morgen des 3. November kämpften Marineeinheiten in der Nähe von Koli Point, östlich des Lunga-Perimeters, gegen 300 frische japanische Truppen des 230. Regiments, eines der drei Regimenter der 38. Division, die gerade von einem aus einem Kreuzer, drei Zerstörern und einem Transporter bestehenden Konvoi des Tokyo-Express angelandet worden waren, um die Überlebenden des rechten Flügels zu verstärken, die sich nach der Schlacht um Henderson Field nach Koli Point zurückzogen (→ Schlacht am Koli Point).
Während diese Bewegungen stattfanden, wurden die letzten eingekesselten japanischen Truppen vernichtet, wobei mindestens 239 Japaner getötet wurden. Unter den 28 gefallenen Offizieren befand sich auch ein nicht identifizierter Oberst, der für ein Regimentskommandeur gehalten wurde. Das erbeutete Material bestand aus einer 70-mm-Feldkanone, 12 37-mm-Panzerabwehrkanonen und 34 Maschinengewehren.